# جیندوی کره‌ای
جیندوی کره‌ای (به انگلیسی: Korean Jindo)، نام یکی از نژادهای سگ است که خاستگاه آن به کره جنوبی بازمی‌گردد.

## خصوصیات
وزن جنس نر جیندوی کره‌ای ۱۸–۲۳ کیلوگرم (۴۰–۵۱ پوند) است و وزن جنس مادهٔ آن ۱۵–۱۹ کیلوگرم (۳۳–۴۲ پوند). قد جنس نر جیندوی کره‌ای ۵۰–۵۵ سانتیمتر (۲۰–۲۲ اینچ) است و قد جنس مادهٔ آن ۴۵–۵۰ سانتیمتر (۱۸–۲۰ اینچ).